# 伊万·弗尔吉奇
伊万·弗尔吉奇（1953年7月18日—），塞尔维亚男子摔跤运动员。他曾代表南斯拉夫参加1976年和1980年夏季奥林匹克运动会摔跤比赛，其中1976年奥运会获得一枚银牌。